# Marco da Gagliano

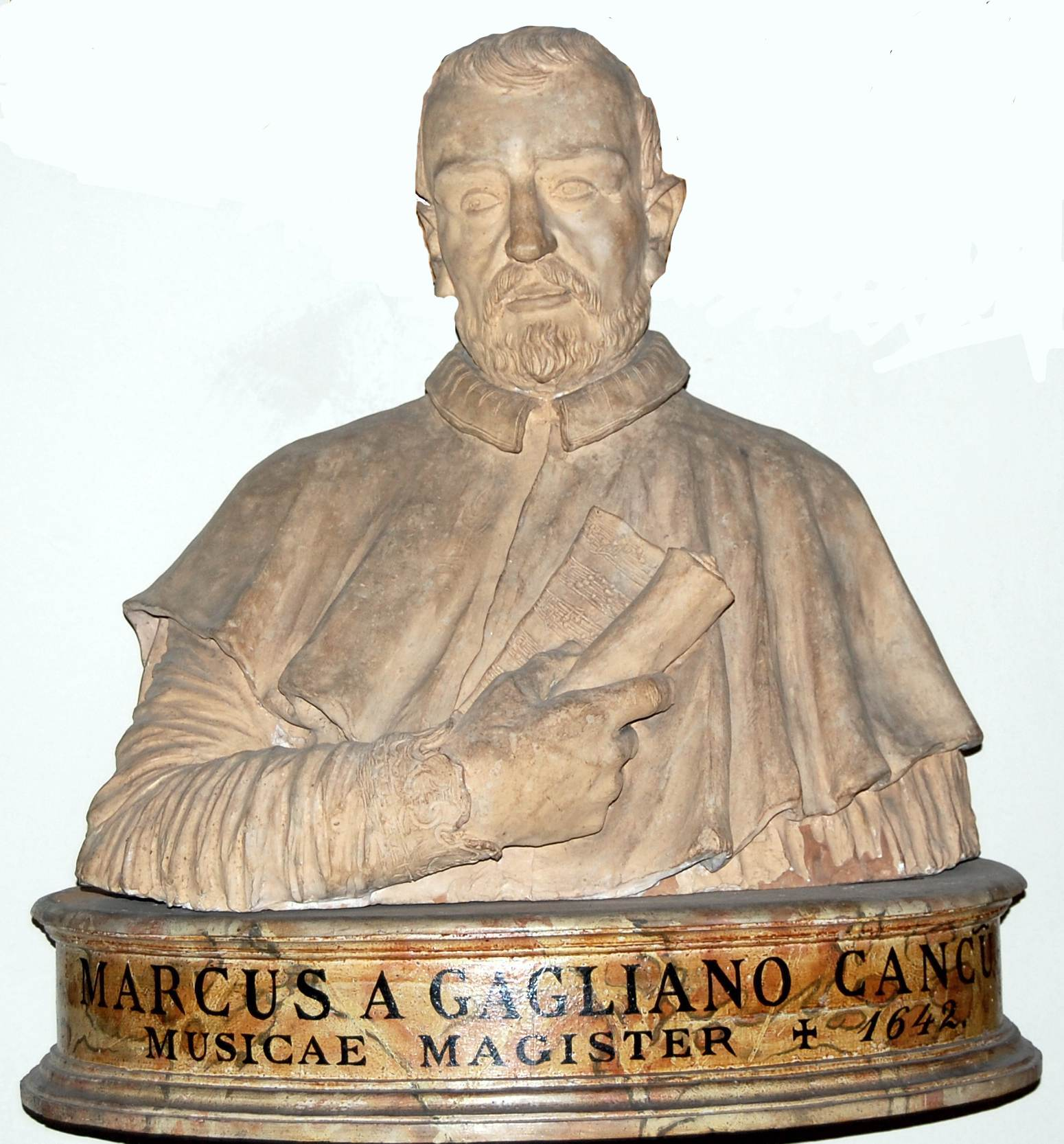
Marco da Gagliano

Marco da Gagliano (* 1. Mai 1582 in Florenz; † 25. Februar 1643, ebd.) war ein italienischer Komponist der frühen Barockzeit. Er war bedeutend für die Entwicklung der Oper und des Madrigal.

## Leben
Gagliano wurde in Florenz geboren und verbrachte dort den Großteil seines Lebens. Er wurde unter anderem von Luca Bati unterrichtet. Zu Beginn des Jahres 1602 erhielt er an der Kirche von San Lorenzo für sechs Jahre eine Anstellung als Gesangslehrer. 1607 gründete er die Accademia degli Elevati und ging nach Mantua, wo er für das Haus Gonzaga Musik verfasste, darunter auch die Oper Dafne. Nach Florenz zurückgekehrt, wurde Gagliano 1608 (oder 1609?) als Nachfolger von Bati Kapellmeister der Compagnia dell'Arcangelo Raffaello, bei denen er seine musikalische Ausbildung erhalten hatte. 1611 (oder 1608?) wurde er Kapellmeister am Hofe der Medici – das Amt, welches er bis zu seinem Tod innehaben sollte.

## Musik und Einfluss
Gagliano komponierte ein umfassendes Werk, sowohl Kirchenmusik wie auch weltliche Musik. Für die Medici war er daneben als Musiker und Sänger tätig. Von den vierzehn veröffentlichten Opern sind lediglich zwei erhalten: Dafne (1608) auf Grundlage des Libretto von Rinuccini und La Flora (1628) nach dem Libretto von Andrea Salvadori. Beide Opern sind im stile rappresentivo, einem bühnenmäßigen Darstellungsstil, der in Wort und Gestik theatralische Komponenten hat. Damit steht Gagliano in der Tradition der Florentiner Camerata. Gagliano legte besonderen Wert auf die Vereinigung der beteiligten Künste in der Oper: Handlung, Poesie, Komposition, Sangeskunst, Kombination der Stimmen und Instrumente, Tänze, Gestik, Kostüme und Bühnenbild.
Weitere Musik von Gagliano sind säkulare Monodien und zahlreiche Madrigale. Während die Monodie eine barocke Innovation war, sind die meisten Madrigale a cappella und im alten, polyphonen Stil der Spätrenaissance komponiert. Diese Mischung aus fortschrittlichen und konservativen Elementen zieht sich durch seine gesamte Musik. 
Durch seine Stellung am Hofe der Medici als Verantwortlicher für alle musikalischen Aktivitäten war Gagliano zu seiner Zeit sehr einflussreich. Nach seinem Tod schwand seine Bekanntheit und seine Musik steht im Schatten von Zeitgenossen wie Claudio Monteverdi.